# Georges Navel
Georges Navel (eigentlich Charles François Victor Navel, * 30. Oktober 1904 in Pont-à-Mousson; † 1. November 1993) war ein französischer Schriftsteller, Arbeiter, Landarbeiter, Imker und Drucker.

## Leben
Navel kam als 13. Kind eines Gießerei-Arbeiters zur Welt. Schon früh war er in linkssozialistischen Kreisen und in den Gewerkschaften aktiv. Er arbeitete bei Citroën und Renault, aber auch als Wanderarbeiter. Als Franco in Spanien gegen die Republik putschte, ging Navel nach Spanien, schloss sich in Barcelona der CNT an und nahm am spanischen Bürgerkrieg teil. Gesundheitlich angeschlagen kehrte er im September 1936 noch vor Francos Sieg nach Frankreich zurück. Zu Beginn des Zweiten Weltkriegs wurde Navel zur Armee eingezogen und zog sich nach der Kapitulation in den unbesetzten Süden Frankreichs zurück, wo er Gelegenheitsarbeiten verrichtete und in der Résistance aktiv war. Ab 1943 begann er die Arbeit an seinem Werk „Travaux“. Nach dem Krieg ließ er sich bei Paris nieder und arbeitete als Lektor in einem kommunistischen Verlag.
1945 erschien sein erstes autobiographisches Buch „Travaux“, in dem er von den Jahren als herumziehender Arbeiter berichtet. Es schließt mit der Bilanz: „Es gibt eine Traurigkeit des Arbeiterdaseins, von der nichts heilt als die Teilnahme am politischen Leben. Ich fühlte mich in Übereinstimmung mit meiner Klasse.“ Für das Buch erhielt er 1946 den Literaturpreis „Prix Sainte-Beuve“. 1950 erschien das ebenfalls autobiographische „Parcours“ (Rundwege), das bis in die 1940er Jahre reichte. Hier wollte Navel verstärkt das Wesen eines proletarischen Daseins ergründen.
Zwei Jahre nach „Parcours“ wurde Georges Navels Hauptwerk „Sable et limon“ publiziert (1952; „Sand und Schlamm“, eine erweiterte Ausgabe erschien 1989). Das Buch enthält die Briefe, die Navel seit 1935 an den Philosophen und Essayisten Bernard Groethuysen gerichtet hatte, den er als Gartenarbeiter in Nizza kennengelernt hatte. In der Korrespondenz geht es unter anderem über sein Verhältnis zur Kommunistischen Partei, der „einzigen revolutionären Kraft in Frankreich“.
Navel war Mitglied der Kommunistischen Partei Frankreichs. Er kennzeichnete seine politische Position als „freiheitlich-kommunistisch“.

## Werke
- Travaux, Stock, 1945
- Parcours, Gallimard, 1950
- Sable et limon, Gallimard, 1952
- Chacun son royaume, Gallimard, 1960
- Passages, Le Sycomore, 1982
- Sable et limon, Gallimard, erweiterte Ausgabe 1989

## Übersetzungen ins Deutsche
- Werktage. Übersetzt von Hans Joachim Lange. Aufbau-Verlag. Berlin 1950